# Бергамотен
Бергамотен — сесквитерпен, входит в состав эфирных масел некоторых растений.
Синтезируется растениями из фарнезил-пирофосфата при помощи фермента exo-α-bergamotene synthase (LaBERS). Используется растениями для привлечения естественных врагов их вредителей. Ген, ответственный за соответствующий фермент, активируется при повреждении растений.
Бергамотен существует в виде двух структурных изомеров: α-бергамотен и β-бергамотен. Оба изомера имеют цис- и транс- стереоизомерию.